# Michael Arne
Pour les articles homonymes, voir Arne.
Michael Arne (Covent Garden, Londres, 1740 - 14 janvier 1786), fils du compositeur Thomas Arne, fut lui-même compositeur.  Son œuvre la plus célèbre est Lass with the Delicate Air.

## Opéras
- Florizel and Perdita, or The Winter's Tale (21 January 1756, Drury Lane, London)
- The Humorous Lieutenant (10 December 1756, Covent Garden, London)
- Harlequin Sorceror (1757, Covent Garden, London)
- Harlequin's Invasion (31 December 1759, Drury Lane, London)
- The Heiress or the Antigallican (21 May 1759, Drury Lane, London)
- Edgar and Emmeline (31 January 1761 Drury Lane, London)
- A Midsummer Night's Dream (23 November 1763, Drury Lane, London)
- Hymen (23 January 1764, Drury Lane, London)
- Almena (2 November 1764, Drury Lane, London)
- Cymon (2 January 1767, Drury Lane, London)
- Linco's Travels (6 April 1767, Drury Lane, London)
- Tom Jones (14 January 1769, Covent Garden, London)
- The Maid of the Vale (15 February 1775, Smock Alley Theatre, Dublin)
- Emperor of the Moon (22 March 1777, Patagonian, London)
- The Fairy Tale (18 July 1777, Haymarket, London)
- The Fathers, or the Good-natured Man (30 November 1778, Covent Garden, London)
- Love in a Village (13 February 1779, Covent Garden, London)
- All alive at Jersey (22 May 1779, Sadler's Wells, London)
- The Conscious Lovers (27 September 1779, Covent Garden, London)
- The Belle's Stratagem (22 February 1780, Covent Garden, London)
- The Artifice (14 April 1780, Drury Lane, London)
- The Choice of Harlequin, or the Indian Chief (26 December 1781 Covent Garden, London)
- Vertumnus and Pomona (21 February 1782, Covent Garden, London)
- The Positive Man (16 March 1782, Covent Garden, London)
- The Maid of the Mill (25 September 1782, Covent Garden, London)
- The Capricious Lady (17 January 1783, Covent Garden, London)
- Tristram Shandy (26 April 1783, Covent Garden, London)